# Etelä-Naavanen
Etelä-Naavanen är en liten ö i Finland. Den ligger i sjön Suontee och i kommunen Joutsa i den ekonomiska regionen  Joutsa  och landskapet Mellersta Finland, i den södra delen av landet, 190 km nordost om huvudstaden Helsingfors. Öns area är 1 hektar och dess största längd är 210 meter i sydöst-nordvästlig riktning.